# Pass it on
Pass it on is het tweede studioalbum van de Nederlandse singer-songwriter Douwe Bob. Het album werd uitgebracht op 15 mei 2015 door Universal Music. In de Album Top 100 wist het de eerste plek te behalen met onder andere de hits Hold me (met Anouk) en Sweet sunshine.

## Achtergrond
Het duet met Anouk Hold me werd als eerste single van het album uitgebracht op 16 januari 2015. Het nummer wist de tweede plek te behalen in de Top 40.

## Tracklist
| Nr. | Titel               | Duur |
| --- | ------------------- | ---- |
| 1.  | Pass it on          | 3:04 |
| 2.  | Can’t slow down     | 2:39 |
| 3.  | Take it all         | 3:33 |
| 4.  | Sugar               | 3:12 |
| 5.  | Doctor              | 2:56 |
| 6.  | Sweet sunshine      | 3:02 |
| 7.  | Hollywood           | 4:19 |
| 8.  | Morning sunset      | 3:04 |
| 9.  | Gini                | 3:48 |
| 10. | The news            | 3:31 |
| 11. | We'll be gone       | 2:21 |
| 12. | Fine line           | 3:49 |
| 13. | Hold me (met Anouk) | 3:51 |

## Hitnotering
| "Pass it on" in de Album Top 100 Hitnotering (week 1 t/m 24): 23-05-2015 t/m 31-10-2015 Hitnotering (week 25 t/m 27): 14-11-2015 t/m 05-12-2015 Hitnotering (week 28): 12-03-2016 | "Pass it on" in de Album Top 100 Hitnotering (week 1 t/m 24): 23-05-2015 t/m 31-10-2015 Hitnotering (week 25 t/m 27): 14-11-2015 t/m 05-12-2015 Hitnotering (week 28): 12-03-2016 | "Pass it on" in de Album Top 100 Hitnotering (week 1 t/m 24): 23-05-2015 t/m 31-10-2015 Hitnotering (week 25 t/m 27): 14-11-2015 t/m 05-12-2015 Hitnotering (week 28): 12-03-2016 | "Pass it on" in de Album Top 100 Hitnotering (week 1 t/m 24): 23-05-2015 t/m 31-10-2015 Hitnotering (week 25 t/m 27): 14-11-2015 t/m 05-12-2015 Hitnotering (week 28): 12-03-2016 | "Pass it on" in de Album Top 100 Hitnotering (week 1 t/m 24): 23-05-2015 t/m 31-10-2015 Hitnotering (week 25 t/m 27): 14-11-2015 t/m 05-12-2015 Hitnotering (week 28): 12-03-2016 | "Pass it on" in de Album Top 100 Hitnotering (week 1 t/m 24): 23-05-2015 t/m 31-10-2015 Hitnotering (week 25 t/m 27): 14-11-2015 t/m 05-12-2015 Hitnotering (week 28): 12-03-2016 | "Pass it on" in de Album Top 100 Hitnotering (week 1 t/m 24): 23-05-2015 t/m 31-10-2015 Hitnotering (week 25 t/m 27): 14-11-2015 t/m 05-12-2015 Hitnotering (week 28): 12-03-2016 | "Pass it on" in de Album Top 100 Hitnotering (week 1 t/m 24): 23-05-2015 t/m 31-10-2015 Hitnotering (week 25 t/m 27): 14-11-2015 t/m 05-12-2015 Hitnotering (week 28): 12-03-2016 | "Pass it on" in de Album Top 100 Hitnotering (week 1 t/m 24): 23-05-2015 t/m 31-10-2015 Hitnotering (week 25 t/m 27): 14-11-2015 t/m 05-12-2015 Hitnotering (week 28): 12-03-2016 | "Pass it on" in de Album Top 100 Hitnotering (week 1 t/m 24): 23-05-2015 t/m 31-10-2015 Hitnotering (week 25 t/m 27): 14-11-2015 t/m 05-12-2015 Hitnotering (week 28): 12-03-2016 | "Pass it on" in de Album Top 100 Hitnotering (week 1 t/m 24): 23-05-2015 t/m 31-10-2015 Hitnotering (week 25 t/m 27): 14-11-2015 t/m 05-12-2015 Hitnotering (week 28): 12-03-2016 | "Pass it on" in de Album Top 100 Hitnotering (week 1 t/m 24): 23-05-2015 t/m 31-10-2015 Hitnotering (week 25 t/m 27): 14-11-2015 t/m 05-12-2015 Hitnotering (week 28): 12-03-2016 | "Pass it on" in de Album Top 100 Hitnotering (week 1 t/m 24): 23-05-2015 t/m 31-10-2015 Hitnotering (week 25 t/m 27): 14-11-2015 t/m 05-12-2015 Hitnotering (week 28): 12-03-2016 | "Pass it on" in de Album Top 100 Hitnotering (week 1 t/m 24): 23-05-2015 t/m 31-10-2015 Hitnotering (week 25 t/m 27): 14-11-2015 t/m 05-12-2015 Hitnotering (week 28): 12-03-2016 | "Pass it on" in de Album Top 100 Hitnotering (week 1 t/m 24): 23-05-2015 t/m 31-10-2015 Hitnotering (week 25 t/m 27): 14-11-2015 t/m 05-12-2015 Hitnotering (week 28): 12-03-2016 | "Pass it on" in de Album Top 100 Hitnotering (week 1 t/m 24): 23-05-2015 t/m 31-10-2015 Hitnotering (week 25 t/m 27): 14-11-2015 t/m 05-12-2015 Hitnotering (week 28): 12-03-2016 | "Pass it on" in de Album Top 100 Hitnotering (week 1 t/m 24): 23-05-2015 t/m 31-10-2015 Hitnotering (week 25 t/m 27): 14-11-2015 t/m 05-12-2015 Hitnotering (week 28): 12-03-2016 |
| Week: | 1 | 2 | 3 | 4 | 5 | 6 | 7 | 8 | 9 | 10 | 11 | 12 | 13 | 14 | 15 | 16 |
| --- | --- | --- | --- | --- | --- | --- | --- | --- | --- | --- | --- | --- | --- | --- | --- | --- |
| Positie: | 1 | 3 | 10 | 19 | 19 | 30 | 39 | 38 | 25 | 32 | 26 | 44 | 48 | 40 | 63 | 65 |
| Week: | 17 | 18 | 19 | 20 | 21 | 22 | 23 | 24 | | 25 | 26 | 27 | | 28 | | |
| Positie: | 72 | 68 | 49 | 42 | 67 | 65 | 64 | 84 | uit | 89 | 100 | 83 | uit | 56 | uit | |